# Saint-Denis-du-Maine
Saint-Denis-du-Maine – miejscowość i gmina we Francji, w regionie Kraj Loary, w departamencie Mayenne.
Według danych na rok 1990 gminę zamieszkiwało 246 osób, a gęstość zaludnienia wynosiła 17 osób/km² (wśród 1504 gmin Kraju Loary Saint-Denis-du-Maine plasuje się na 1026. miejscu pod względem liczby ludności, natomiast pod względem powierzchni na miejscu 803.).